# Maracanás
Os Maracanás são um grupo indígena que teria habitado as margens do rio Uraricoera, no estado brasileiro de Roraima.